# جيف سميث (عداء مراثوني)
جيف سميث (بالإنجليزية: Geoff Smith)‏ هو عداء مراثوني بريطاني، ولد في 24 أكتوبر 1953 في ليفربول في المملكة المتحدة.

## وصلات خارجية
- جيف سميث على موقع أوليمبيديا (الإنجليزية)
- جيف سميث على موقع اللجنة الأولمبية البريطانية (الإنجليزية)